# Sophie Caroline af Ostfriesland
Sophie Caroline (31. marts 1707 – 7. juni 1764) var prinsesse af Brandenburg-Bayreuth, fyrstinde af Ostfriesland og søster til dronning Sophie Magdalene.
Hun fødtes 31. marts 1707 som datter af datter af markgreve Christian Heinrich af Brandenburg-Kulmbach og ægtede 8. december 1723 Georg Albrecht af Ostfriesland (f. 13. juni 1690). Fyrstens korte regering var langtfra lykkelig. Hans undersåtter gjorde oprør mod ham, og kong Frederik 4. måtte efter hans anmodning sende ham tropper til beskyttelse, der forblev i landet på dettes bekostning gjennem en længere årrække. Georg Albrecht døde 12. juni 1734, og hans enke, der måtte dække hans store gæld, kom allerede året efter til Danmark efter indbydelse fra hendes svoger kong Christian 6. og fik bolig på Fredensborg Slot. Senere vendte hun tilbage til Ostfriesland, men havde fra 1740 blivende ophold i Danmark. Fra 1756 til sin død, 7. juni 1764, levede hun på Sorgenfri Slot. Fyrstinden omtales af samtidige som en elskværdig og tiltalende personlighed. Den store opmærksomhed, Christian 6. viste sin svigerinde, skal have vakt Sophie Magdalenes skinsyge, og onde tunger have endog udspredt rygter om et utilladeligt forhold mellem dem. 1770 fremstod et ildeberygtet kvindfolk (Anna Sophie Magdalene Frederikke Ulrikke), der gjorde gældende at være frugten af denne forbindelse. Hendes påstand viste sig at savne enhver grund.
Carolinensiel ved Wittmund i Østfrisland er opkaldt efter hende.